# Aphonopelma chalcodes
Espèce
Aphonopelma chalcodes, plus communément appelée mygale blonde du désert/ Arizona est une espèce d'araignées mygalomorphes de la famille des Theraphosidae

## Distribution

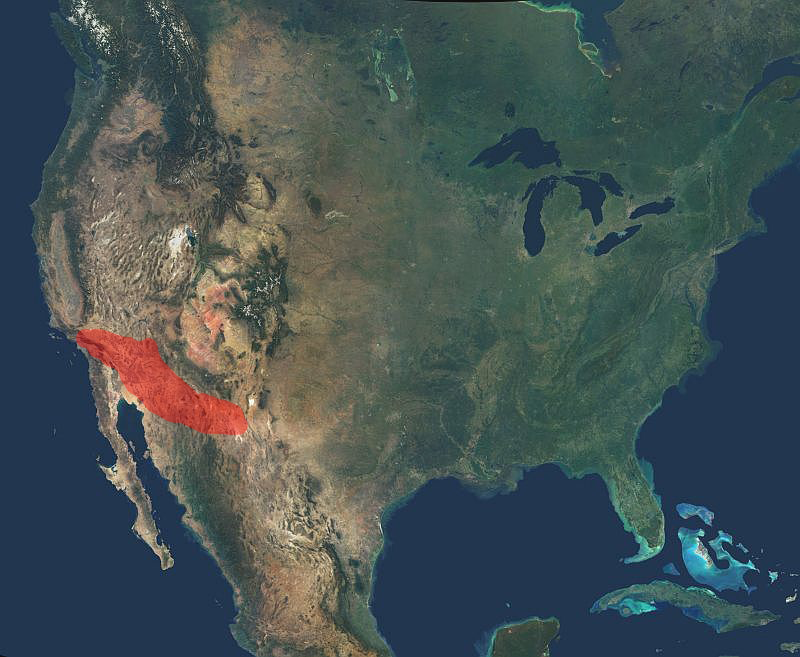
Distribution

Cette espèce est endémique des États-Unis. Elle se rencontre en Arizona, au Nouveau-Mexique et dans le Sud de la Californie Utah.

## Habitat
Cette mygale vit dans le désert.

## Description

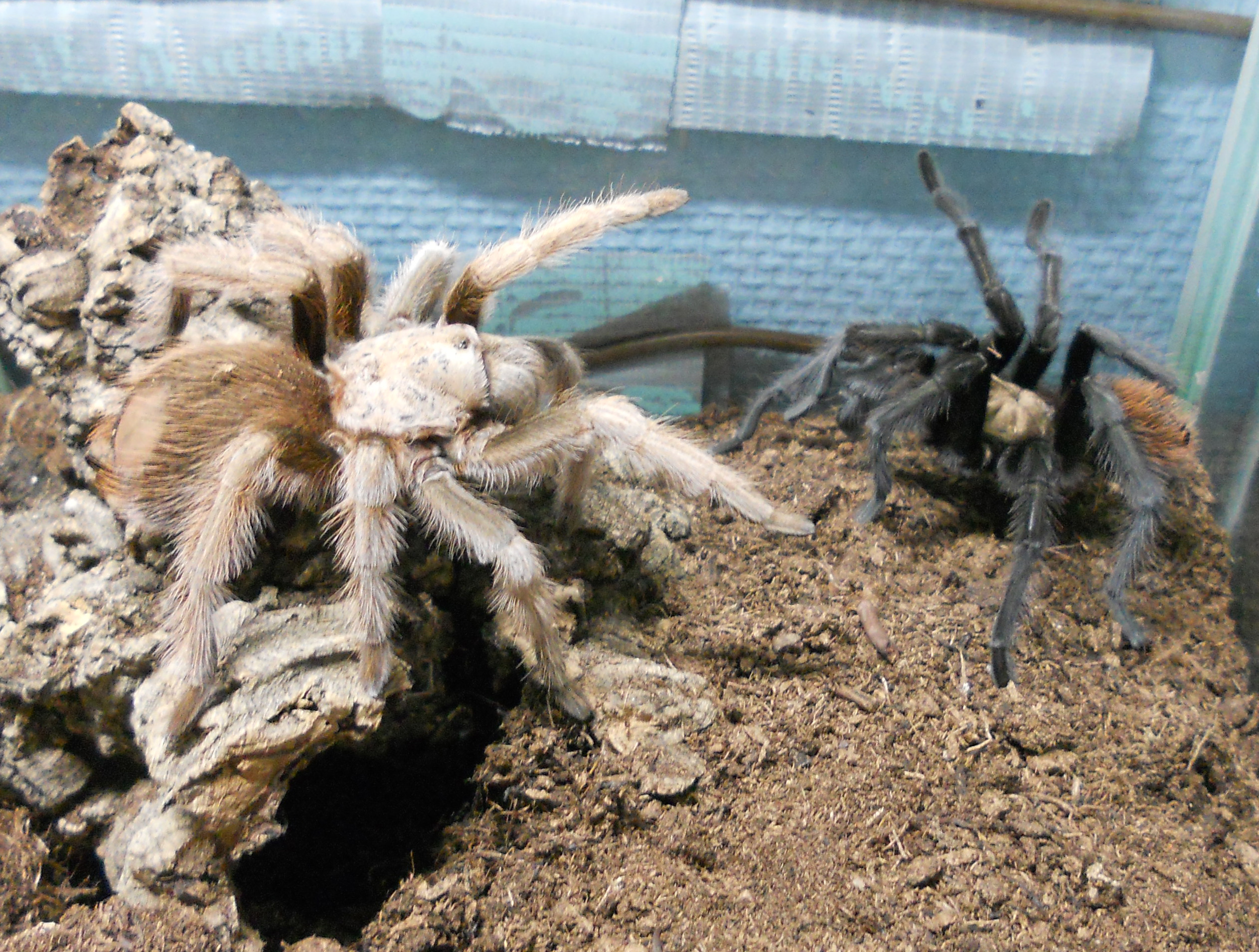
Aphonopelma chalcodes couple.

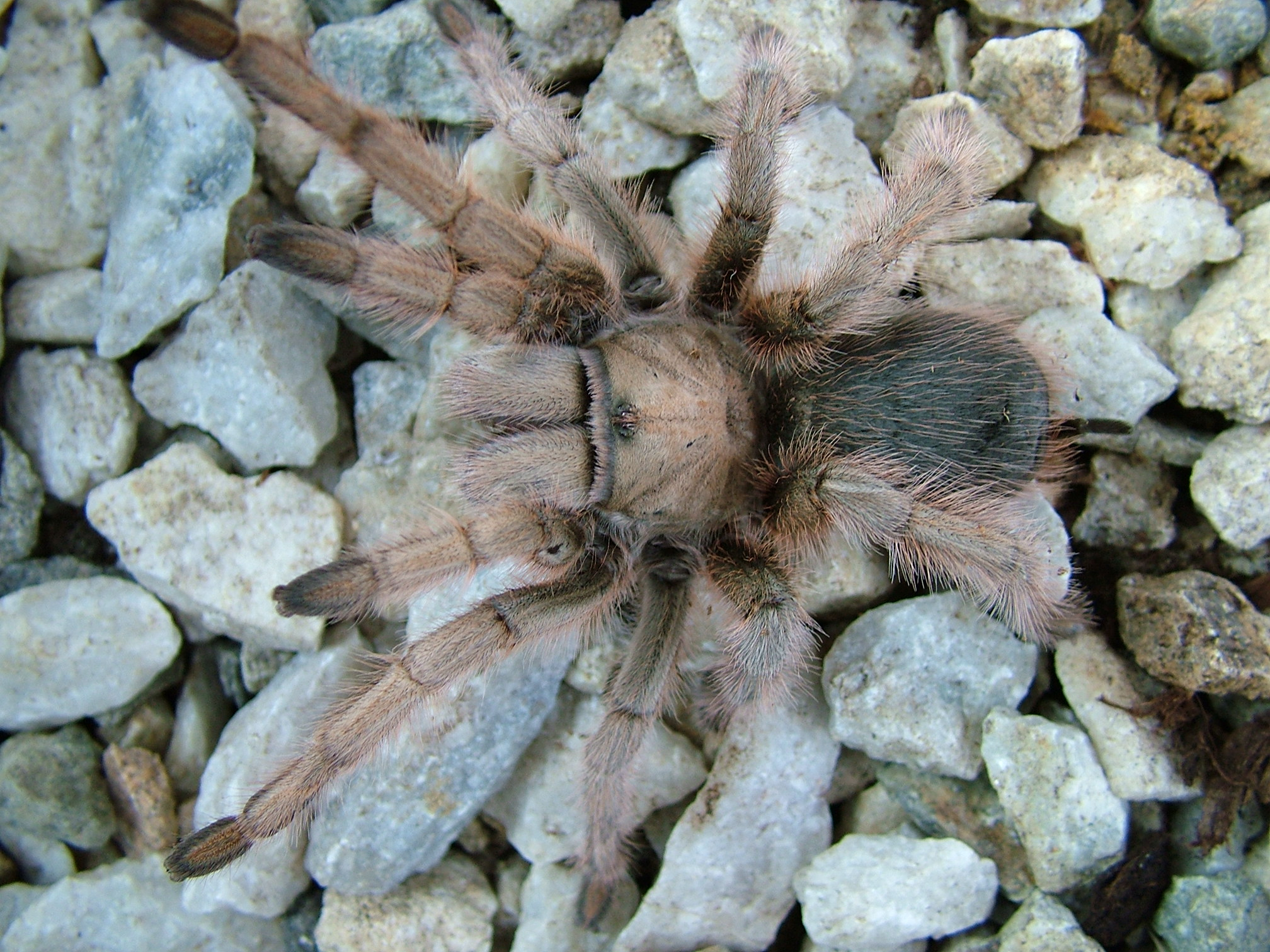
Aphonopelma chalcodes.

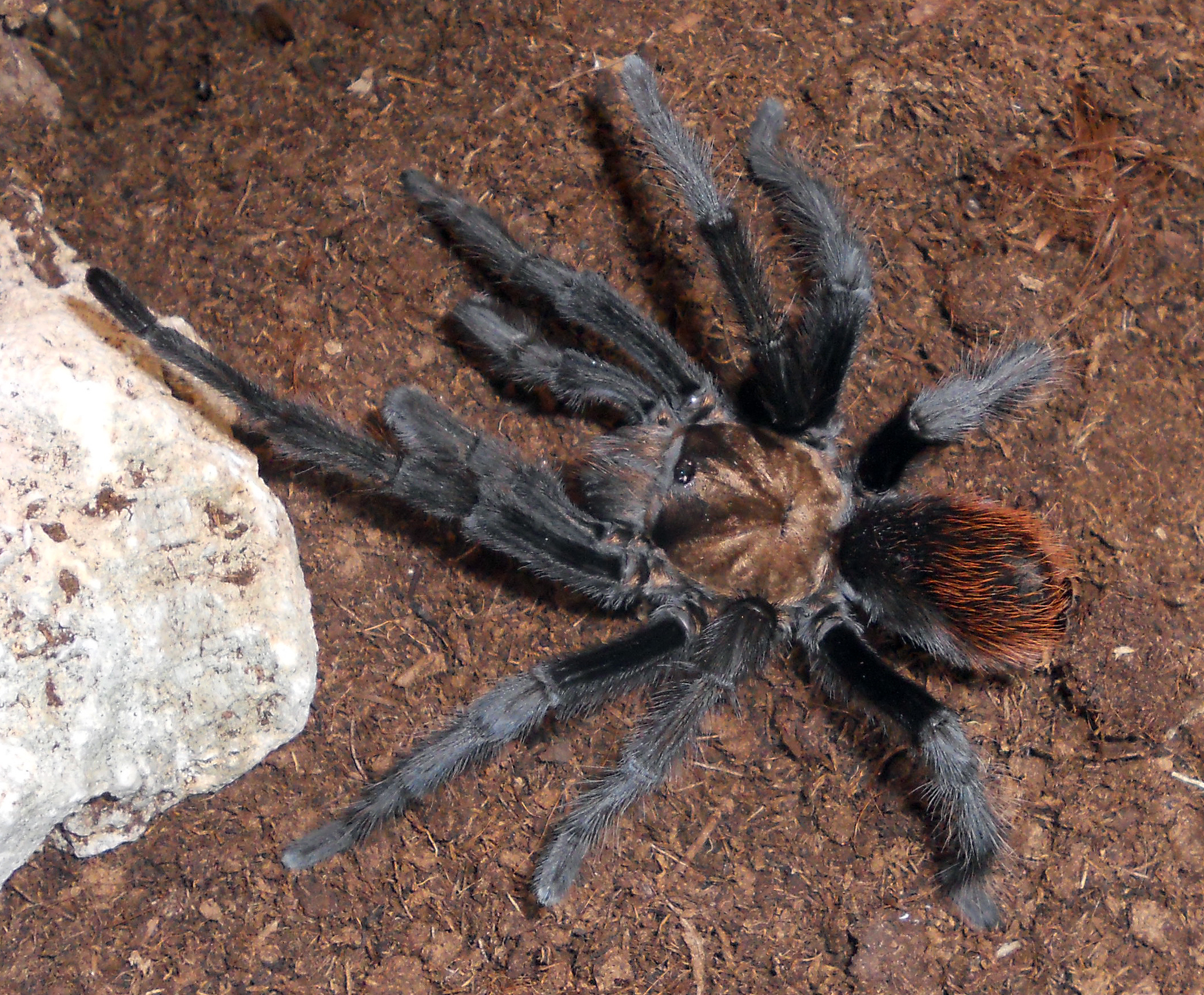
Aphonopelma chalcodes mâle.

Cette araignée est couverte de poils clairs contrastant fortement avec l'ensemble des pattes et de l'abdomen qui sont foncés. Le corps de la femelle a un diamètre de 49 à 68 mm, celui des mâles de 49 à 61 mm.
Juvénile, le mâle ressemble beaucoup à la femelle, il n'y a d'ailleurs quasiment aucune possibilité de définir visuellement un individu mâle d'un individu femelle, cependant, après la mue imaginale, le dimorphisme est très marqué.

## Publication originale
- Chamberlin, 1940 : New American tarantulas of the family Aviculariidae. Bulletin of the University of Utah, vol. 30, no 13, p. 1-39 (texte intégral).